# Adam Ołdakowski
Adam Ołdakowski (Giżycko; 25 de Dezembro de 1955 — ) é um político da Polónia. Ele foi eleito para a Sejm em 25 de Setembro de 2005 com 7488 votos em 34 no distrito de Elbląg, candidato pelas listas do partido Samoobrona Rzeczpospolitej Polskiej.
Ele também foi membro da Sejm 2001-2005.